# تووژیم
تووژیم (به لاتین: Toužim) یک منطقهٔ مسکونی در جمهوری چک است که در ناحیه کارلووی واری واقع شده‌است. تووژیم ۳٬۸۲۷ نفر جمعیت دارد.

## نگارخانه

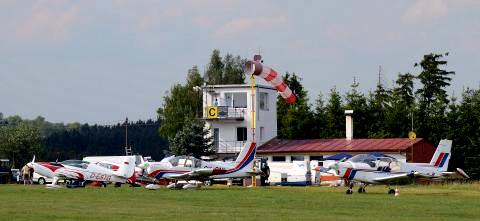